# Protaetia sangirensis
Protaetia sangirensis är en skalbaggsart som beskrevs av Lansberge 1880. Protaetia sangirensis ingår i släktet Protaetia och familjen Cetoniidae. Inga underarter finns listade i Catalogue of Life.